# Державинская премия
Державинская премия (тат. Державин премиясе), она же Республиканская литературная премия имени Г. Р. Державина (тат. 
Г. Р. Державин исемендәге республика премиясе) — российская премия в области литературы и юриспруденции, названная в честь Г. Р. Державина и вручаемая в Татарстане с 2000 года.

## История

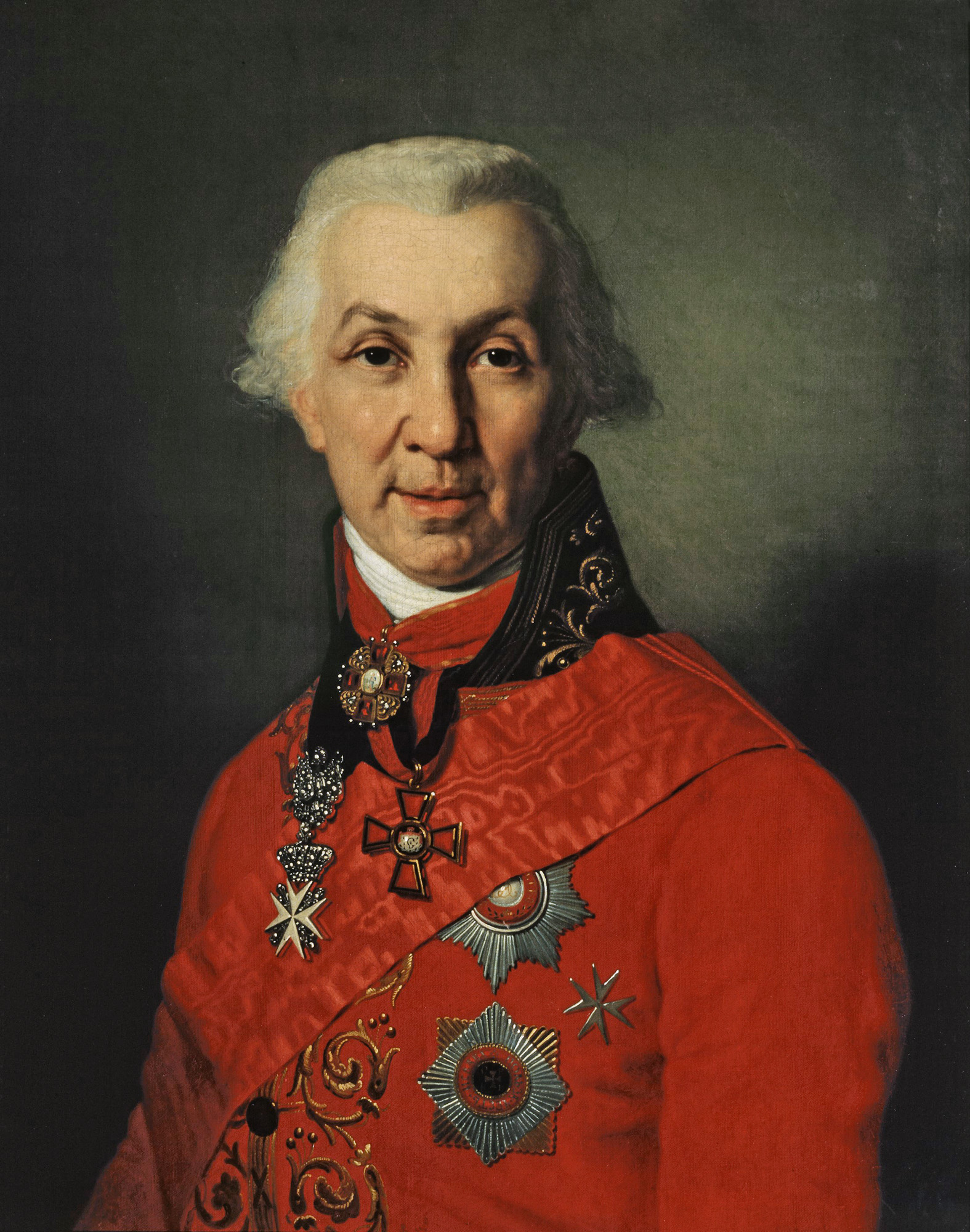
Г. Р. Державин, 1811 год, с портрета В. Л. Боровиковского

Учреждена в 2000 году Союзом писателей Республики Татарстан совместно с администрацией Лаишевского района как литературная премия. Названа в честь поэта Г. Р. Державина, уроженца нынешнего Лаишевского района, бывшего также первым министром юстиции Российской империи. Изначально присуждалась проживающему в Татарстане русскому писателю, хотя напрямую в положении премии об этом не было сказано, что приводило к конфликтам в среде татарстанских литераторов. Первоначальный денежный эквивалент премии составлял пять тысяч рублей, причём средства изыскивались у меценатов. Впоследствии в число соучредителей премии вошло министерство культуры Республики Татарстан, в результате чего денежная составляющая выросла до тридцати тысяч рублей, а лауреатам начали вручать памятную медаль с удостоверением. Затем стали вручать две премии по 100 тысяч рублей каждая, из которых одна для российских писателей, вторая — для татарстанских. Начиная с 2010 года премия стала именоваться Всероссийской премией имени Г. Р. Державина.
В 2016 году указом президента Республики Татарстан Р. Н. Минниханова «в целях развития интеллектуального и духовного потенциала Республики Татарстан, поддержки литературного творчества и научных исследований в сфере юриспруденции» премия приобрела республиканский статус, став называться Республиканской премией имени Г. Р. Державина. С этого времени стали вручать две премии в размере 200 тысяч рублей каждая за «выдающиеся достижения в области науки и техники, образования, культуры, литературы и искусства, средств массовой информации». В 2017 году в положение премии были внесены изменения, согласно которым одна премия стала вручаться в области литературы, вторая — в области юриспруденции. В 2021 году новым указом премия стала вручаться «один раз в два года, начиная с 2021 года, в области литературы и один раз в два года, начиная с 2022 года, в сфере юриспруденции». В 2022 году по решению премьер-министра Республики Татарстан А. В. Песошина в положение премии были внесены поправки о том, что она не может вручаться лицам, признанным «иностранными агентами», для чего может быть отменено уже ранее принятое решение о награждении таких лауреатов.

## Положение

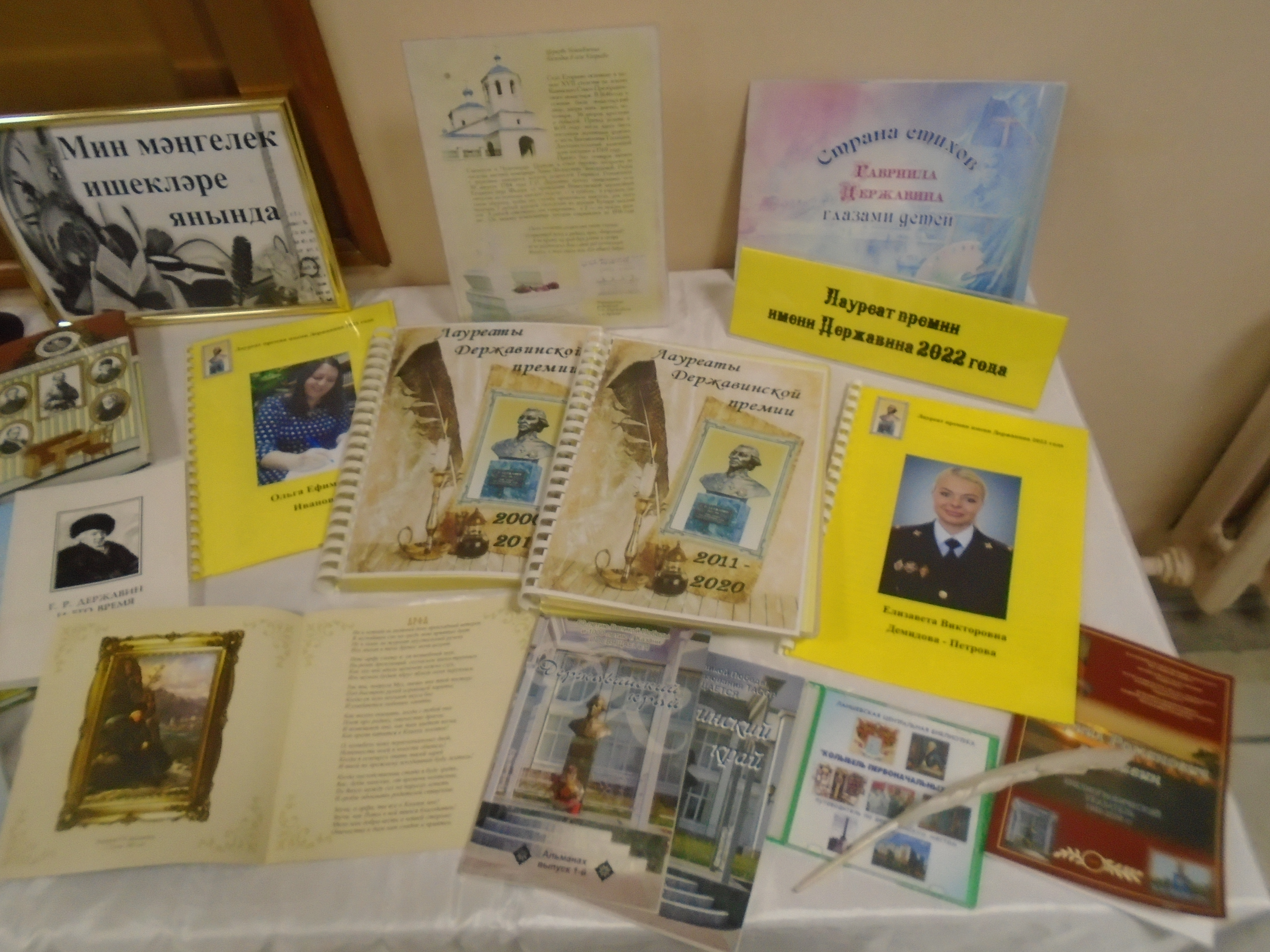
Экспозиция о лауреатах премии в музее Лаишевского края имени Г. Р. Державина

Названия «Республиканская премия имени Г. Р. Державина» и «Державинская премия» являются равнозначными. Державинская премия присуждается «писателям за особо значимые произведения в области литературы (поэзия, проза, художественный перевод, публицистика, литературная критика), получившие широкое общественное признание, созданные на русском и (или) татарском языках, в том числе популяризирующие творчество Г. Р. Державина, и юристам за научные исследования (монографии) и защищённые диссертации в сфере юриспруденции». На соискание премии выдвигаются работы как отдельных авторов, так и авторских коллективов, состоящих не более чем из пяти человек. Работы «должны быть изданы в течение последних пяти лет, но не позднее чем за год до представления на соискание премии». Кандидатуры на получение премии представляются исполнительными органами государственной власти и органами местного самоуправления Татарстана, научными, общественными, образовательными и культурными организациями. Решение о присуждении премии принимается соответствующим комитетом по Республиканской премии имени Г. Р. Державина. Лауреатам премии вручается диплом, знак лауреата, удостоверение, денежное вознаграждение, которое должно делиться между всеми членами авторского коллектива. Церемония вручения премии в области литературы проходит 14 июля в день рождения Державина во время ежегодного Державинского фестиваля поэзии в Лаишево. Премию в области юриспруденции вручают осенью на международной научно-практической конференции «Державинские чтения».

## Лауреаты Державинской премии
| Год  | Лауреат                    | Основание для награждения | П             |
| ---- | -------------------------- | --- | ------------- |
| 2000 | Владимир Корчагин          | за повесть «Подкидыш» | [ 4 ] [ 28 ]  |
| 2001 | Сергей Малышев             | за поэтический сборник «Обратный отсчёт» | [ 4 ] [ 29 ]  |
| 2002 | Ахат Мушинский             | за роман «Записки горбатого человека» | [ 4 ] [ 30 ]  |
| 2003 | Лилия Газизова             | за сборник стихов «Зимние арабески» | [ 4 ] [ 31 ]  |
| 2004 | Лев Кожевников             | за роман «Олимпия» | [ 4 ] [ 32 ]  |
| 2005 | Николай Алешков            | за книгу стихов и поэм «Сын Петра и Мариши»                                                                                                  | [ 4 ] [ 33 ]  |
| 2006 | Салават Юзеев              | за книгу «Сквозняк тишины» | [ 4 ] [ 34 ]  |
| 2006 | Владимир Лавришко          | за сборник поэзии, прозы, эссе «Слеза на лице»                                                                                               | [ 4 ] [ 34 ]  |
| 2007 | Ольга Левадная             | за сборник стихов «Из крика птиц растут воспоминания»                                                                                        | [ 35 ] [ 10 ] |
| 2007 | Николай Беляев             | за книгу стихов и переводов с татарского «Помню. Слышу. Люблю»                                                                               | [ 35 ] [ 10 ] |
| 2008 | Рустем Сабиров             | за книгу «Беглец» | [ 35 ] [ 36 ] |
| 2008 | Геннадий Капранов          | за книгу «Я чист как родниковая вода» | [ 35 ] [ 36 ] |
| 2009 | Рустем Кутуй               | за книгу стихов «Профиль ветра» | [ 35 ] [ 37 ] |
| 2010 | Юрий Коноплянников         | за книгу «Все это жизнь» | [ 35 ] [ 38 ] |
| 2010 | Нонна Орешина              | за сборник прозы «Полёт души» | [ 35 ] [ 38 ] |
| 2011 | Лев Котюков                | не указано | [ 35 ] [ 39 ] |
| 2011 | Александра Кашина          | за сборник поэзии «Глядя на Вас» | [ 35 ] [ 39 ] |
| 2012 | Станислав Куняев           | не указано | [ 35 ] [ 40 ] |
| 2012 | Айдар Сахибзадинов         | за книгу прозы «О товарищах весёлых, о полях посеребрённых»                                                                                  | [ 35 ] [ 40 ] |
| 2013 | Михаил Тузов               | за книгу «Грачи в ночи» | [ 35 ] [ 41 ] |
| 2013 | Иван Переверзин            | не указано | [ 35 ] [ 41 ] |
| 2014 | Майя Валеева               | за книгу «Брожу по миру и наблюдаю» | [ 35 ] [ 42 ] |
| 2014 | Лев Трутнев                | не указано | [ 35 ] [ 43 ] |
| 2015 | Михаил Дадашев             | за книгу притч «И от смеха иногда болит сердце»                                                                                              | [ 35 ] [ 44 ] |
| 2015 | Марсель Галиев             | за книгу «Рух = Поэзия духа» | [ 35 ] [ 44 ] |
| 2015 | Гаухария Хасанова          | за книгу «Рух = Поэзия духа» | [ 35 ] [ 44 ] |
| 2016 | Алёна Каримова             | за сборник стихов «Холодно, горячо» | [ 35 ] [ 45 ] |
| 2016 | Ренат Харис                | за книгу «Г. Р. Державин. Родник: оды, стихотворения»                                                                                        | [ 35 ] [ 45 ] |
| 2016 | Альфия Галимуллина         | за книгу «Г. Р. Державин. Родник: оды, стихотворения»                                                                                        | [ 35 ] [ 45 ] |
| 2017 | Альбина Нурисламова        | за книгу «Цена вопроса» | [ 35 ] [ 46 ] |
| 2017 | Алсу Хурматуллина          | за монографию «Право на труд как конституционная ценность и его обеспечение в субъектах Российской Федерации».                               | [ 35 ] [ 47 ] |
| 2018 | Алексей Остудин            | за сборник стихов «Вишнёвый сайт» | [ 35 ] [ 48 ] |
| 2019 | Флер Багаутдинов           | за работу «Незаконное вознаграждение в интересах юридического лица: вопросы теории и практики»                                               | [ 35 ] [ 49 ] |
| 2019 | Виктор Демидов             | за монографию «Конституционное правосудие субъектов РФ в общегосударственной системе прав и свобод человека и гражданина»                    | [ 35 ] [ 49 ] |
| 2019 | Мударис Валеев             | за перевод на татарский язык сборника мифов и легенд народов России «Корни наши едины» и повести Чингиза Айтматова «Белое облако Чингисхана» | [ 50 ] [ 51 ] |
| 2020 | Марина Ефремова            | за монографию «Уголовно-правовая охрана информационной безопасности»                                                                         | [ 52 ] [ 53 ] |
| 2020 | Борис Вайнер               | за сборник стихов и переводов для детей «Негде яблоку упасть!» и книгу сказок «Алмазная гора»                                                | [ 52 ] [ 54 ] |
| 2021 | Ольга Иванова              | за трилогию «Повелительницы Казани» (романы «Нурсолтан», «Гаухаршад», «Сююмбика»)                                                            | [ 55 ] [ 56 ] |
| 2022 | Елизавета Демидова-Петрова | за монографию «Преступность несовершеннолетних в современной России: вопросы изучения и предупреждения»                                      | [ 57 ] [ 58 ] |
| 2023 | Айрат Бик-Булатов          | за книгу «Очерки истории казанской журналистики (1758—1918). Вып. 2.»                                                                        | [ 59 ] [ 60 ] |
| 2024 | Ильдар Бегишев             | за монографию «Уголовно-правовое регулирование робототехники»                                                                                | [ 60 ] [ 59 ] |

## Комментарии
1. ↑  Посмертно.